# Jacques Hochmann
Pour les articles homonymes, voir Hochmann.
Jacques Hochmann, né le 1er septembre 1934 à Saint-Étienne, est un psychiatre et psychanalyste français, intervenant dans le domaine de l'enfance. Il est professeur émérite à l'université Lyon I-Claude-Bernard. En deçà et au-delà d'une partie importante de ses travaux consacrée à l'autisme, il se pose tout au long de sa carrière la question du soin psychique.
Ses prises de position en faveur d'un recours à la psychanalyse dans le traitement de l'autisme ont donné lieu à des controverses et à de vives oppositions dans les associations de parents d'autistes.  

## Biographie

### Parcours
Avant d'exercer la psychanalyse et la psychiatrie, Jacques Hochmann s'était d'abord orienté vers les neurosciences et souhaitait pratiquer la médecine expérimentale tout en se formant à la neurologie et à la psychiatrie. Il a ensuite travaillé en criminologie, notamment avec des adolescents délinquants. C'est à la suite de cela qu’il a pu se rendre aux États-Unis où il s'est initié aux idées de Carl Rogers avec lui directement. C'est aussi en Amérique qu'il a rencontré les tenants de l'école de Palo Alto et qu'il s'est initié aux dynamiques des groupes dans l'orientation de Kurt Lewin. Il a ensuite exercé l'essentiel de sa carrière à Lyon où il a été professeur d'université en pédopsychiatrie. Après avoir fondé Santé mentale et communauté, une association dévolue au développement d'une psychiatrie de proximité donnant la primauté à la personne en tant que « sujet de droit singulier » et à son entourage, il a créé et dirigé à Villeurbanne, l'ITTAC (Institut de traitement des troubles de l'affectivité et de la cognition), un centre public de soins psychiatriques ambulatoires pour enfants et adolescents, dans lequel il a, en particulier, organisé un service de soins, d'éducation spécialisée et d'accompagnement à l'insertion sociale et scolaire en collaboration étroite avec les familles pour des jeunes présentant des troubles envahissants du développement (TED). Il a contribué de manière importante au développement de la psychiatrie de secteur et a écrit de nombreux articles et ouvrages sur les soins psychiatriques, sur l'autisme et sur l'histoire de la psychiatrie. Également psychanalyste, il s'est intéressé à l'application de la psychanalyse à l'étude des textes littéraires.

#### Prises de position et controverses
En 2016, Jacques Hochmann prend position dans le cadre de la bataille de l'autisme en France. Il défend l'application de la psychanalyse à celui-ci, en opposition à des associations de parents d'enfants autistes, qu'il accuse de « pensée totalitaire » et de « caricaturer la psychanalyse », et au militantisme de personnes autistes, qu'il juge communautariste et comme promouvant la condition d'autiste comme « vêtement social ».
Le 2 mai 2022, au cours de l'émission L'Heure bleue par Laure Adler sur France Inter, il s'exprime « pour la défense de la psychanalyse appliquée à l'autisme et contre le militantisme des associations françaises ». Un document d'archive avec des propos de Bruno Bettelheim, diffusé au cours de l'émission et suivi d'un commentaire de Jacques Hochmann, fait réagir des auditeurs, parents de personnes autistes ou autistes eux-mêmes, qui sur l'espace d'échange de Radio France dénoncent la médiatisation de conceptions erronées sur ce handicap, véhiculées par Jacques Hochmann et par certains courants de la psychanalyse.

### Sociétés savantes
Il est élu membre de l'Académie des sciences, belles-lettres et arts de Lyon le 7 mai 2013. Il est également membre honoraire de la Société psychanalytique de Paris et médecin honoraire des hôpitaux de Lyon.

## Travaux sur l'autisme
Selon le psychiatre Vincent Flavigny, en tant que professeur émérite de pédopsychiatrie à l’université Claude-Bernard et médecin honoraire des Hôpitaux de Lyon, Jacques Hochmann « a consacré l'essentiel de son temps à se questionner sur le traitement des troubles autistiques et psychotiques de l’enfance à travers un dispositif de soins original, l'ITTAC (Institut de traitement des troubles de l’affectivité et de la cognition) ». Ses travaux sont à la fois théoriques et cliniques. Ainsi que le rappelle Flavigny dans une recension de son livre intitulé Histoire de l'autisme, il est l'auteur de plusieurs ouvrages, dont une histoire de la psychiatrie et plusieurs ouvrages consacrés aux psychoses de l’enfance et à l'autisme.

### Ouvrage:Histoire de l'autisme(2012)
D'après Vincent Flavigny, dans le contexte de la bataille de l’autisme, « qui fait rage », l'ouvrage Histoire de l'autisme. De l'enfant sauvage aux troubles envahissants du développement (2012) de Hochmann « propose un très vivant « détour par l’histoire ». Celle de l’autisme et de l’idiot (convoqué comme précurseur de l’autisme) pour tenter de dépasser les conflits souvent passionnels qu’il suscite et permettre un dialogue fécond entre les professionnels ».
En raison de la « densité de l'ouvrage », Vincent Flavigny s'est attardé dans son article sur les trois points principaux qui se dégagent de cette histoire de l’autisme :
1. La théorie de la dégénérescence et le délire eugéniste : dans la première partie de son livre, l’auteur raconte comment au début du XIXe siècle, a pris place « dans le sillage de la révolution des Lumières, la naissance de la psychiatrie et de la pédopsychiatrie par le regard nouveau qui était porté sur les aliénés et les idiots ». Les  deux grands précurseurs de Kanner sont le médecin Jean Marc Gaspard Itard et le pédagogue et éducateur Édouard Seguin. Itard cherche passionnément à éduquer Victor, l’enfant sauvage de l’Aveyron, considéré comme un enfant autiste[9] ;
2. Le syndrome Kanner-Asperger : à l’inverse de Kanner, Hans Asperger pense que « l’autisme peut être attaché à une débilité comme à une encéphalopathie qui sont des facteurs de moins bons pronostics ». Hochmann revient sur la polémique qu’avait suscitée Kanner « en parlant, dans le contexte anglo-saxon, où seuls les facteurs psychogénétiques étaient pris en compte, de la “mère réfrigérateur” ou du “père lointain” ». Tout "en restant ferme sur sa constatation d'un dysfonctionnement de la relation parents-enfants", Kanner « ne lui attribuait qu’un rôle secondaire, voire une conséquence possible des troubles de l’enfant ». Asperger notait également « un profil psychologique particulier chez les parents en particulier des pères généralement intellectuels ou des personnalités de type autistiques plus ou moins marquées mais sans évoquer leur origine éventuellement secondaire ». Contrairement à Kanner, Asperger n’a jamais nié l’« association possible d’un déficit intellectuel à l’autisme ». Hochmann met en garde contre l’élargissement du spectre autistique sous couvert de ce syndrome[9] ;
3. Le grand renversement : dans la troisième partie de son livre « L’autisme au présent », Jacques Hochmann — cité par Flavigny — le situe au « “moment où l’approche psychanalytique et plus généralement la psychopathologie de l’autisme qui avait pendant trente ans rassemblé la grande majorité des spécialistes du monde occidental s’efface, dans le contexte d’un changement global de la représentation sociale des maladies mentales et des rapports entre le normal et le pathologique. Ce que le sociologue Alain Ehrenberg a qualifié de « grand renversement »” ». « “Annoncé comme un progrès scientifique et reformulé dans le langage de la génétique moderne” », ce « grand renversement » représente aux yeux d'Hochmann un « “retour à l’optique organiciste et aux thèses de la dégénérescence” » ainsi qu'un « “glissement de la notion de maladie mentale vers celle de handicap” »[9].

Jacques Hochmann considère que dans l'autisme, « l'existence d’anomalies dans la structure et le fonctionnement du cerveau est une quasi-certitude qui s’est imposée dès l'origine à Kanner aussi bien qu'à des psychanalystes comme Melanie Klein, Margaret Mahler, Donald Meltzer ou Frances Tustin ». Il « se prononce pour des approches diversifiées de l'autisme où une éducation structurée viendrait compléter les soins psychiques (les pratiques psychothérapiques) ayant d'autres objectifs : la cure des angoisses sous-jacentes, le développement des capacités à imaginer, à mettre sa vie en récit et à trouver du plaisir dans le jeu symbolique et l’échange avec autrui ». L'ouvrage se termine sur un « plaidoyer pour que [...] des rapprochements s'esquissent entre les derniers courants cognitivistes et un certain nombre de courants psychanalytiques modernes ».

## Le «soin psychique»
Jacques Hochmann, « agacé par les institutions [...] est devenu progressivement sensible à leur fragilité et au risque de toute prise en charge même celle qui semble réussir », écrit Philippe Gutton au cours d'un hommage au « Docteur » entré en retraite universitaire en 2003 et ayant « produit » ce faisant « deux manifestations scientifiques : un ouvrage intitulé Raconter avec Jacques Hochmann [...] et un colloque intitulé Histoires sans fin, sous le haut patronage du Ministère de la santé et de la ville de Lyon, les 19 et 20 septembre 2003 ». Dans le débat sur les médicaments, l'opposition est sensible  entre Jean Guyotat, qui tient compte de « la révolution chimique entamée dans les années 60 », et Jacques Hochmann, qui certes prend acte de celle-ci, « mais garde néanmoins une méfiance à l’endroit des camisoles chimiques au bénéfice des petites doses médicamenteuses assouplissant les souffrances aiguës ou permanentes ».
Jacques Hochmann se sera posé tout au long de sa carrière la question : « qu'est-ce que soigner veut dire ? ». Pour lui et en continuant aujourd'hui de refuser « les définitions dogmatiques », ainsi que le cite Gutton sur une définition du « soin psychique » : « Les trois mots soin, besoin, besogne bien qu’ayant connu des évolutions divergentes ont la même origine. Il en reste quelque chose : … la double dimension de réponse et de mise en circulation ». Dans son commentaire, Gutton précise en effet que « le soin renonce à réparer la faille primitive d'un sujet, d’une famille, d’une communauté. Si étymologiquement il sait (ou s'il a mission de) répondre à une nécessité biologique ou psychique, il est un travail, une action de transformation, une production ». Le soignant est un « consolateur » que Hochmann théorise « à partir de la métaphore maternelle. Comme son étymologie le propose la consolation vise la désolation du patient ». Ainsi Jacques Hochmann se situerait-il « dans l'axe de la pensée de W.-R. Bion » pour qui « la consolation reprendrait le processus proprement maternel ».

## Publications
- La relation clinique en milieu pénitentiaire, Paris, Masson & Cie Éditeurs, 1964[3]
- Pour une psychiatrie communautaire, Paris, Le Seuil, 1971[3]
- Pour soigner l’enfant psychotique, Toulouse, Privat, 1984,  (ISBN 2708973215)[3]
- avec Marc Jeannerod, Esprit, où es-tu ? : psychanalyse et neurosciences, Paris, Éditions Odile Jacob, 1991,  (ISBN 2738103987)[3]
- L'institution sans institution, Cahiers de l'IPC, no 1, p. 33-42, 1985  (ISBN 9782749209463)
- La consolation, Paris, Paris, Éditions Odile Jacob, 1994,  (ISBN 2738102662)(Prix Kestemberg de la Société psychanalytique de Paris)
- Pour soigner l’enfant autiste, Paris, Éditions Odile Jacob, 1997,  (ISBN 2738124429). - rééd. 2013.
- Histoire de la psychiatrie, Paris, PUF, coll. « Que sais-je ? », 2004  (ISBN 2130586481)[11]
- Histoire de l'autisme : de l'enfant sauvage aux troubles envahissants du développement, Paris, Odile Jacob, 2009, 528 p. (ISBN 978-2-7381-2153-0, lire en ligne)prix Demolombe 2010 de l'Académie des sciences morales et politiques[3]
- Sous la dir., Trente années de psychiatrie lyonnaise : en l'honneur du professeur Jean Guyotat, Lyon, Césura, 1991
- Une histoire de l'empathie : connaissance d'autrui, souci du prochain, Paris, Odile Jacob, 2012, 224 p. (ISBN 978-2-7381-2792-1 et 2-7381-2792-4)[11]
- Les antipsychiatries, une histoire, Paris, Odile Jacob, 2015[11]
- La psychiatrie pour les nuls, Paris, First Éditions, 2015[11]
- Théories de la dégénérescence, d'un mythe psychiatrique au déclinisme contemporain, Paris, Odile Jacob, 2018
- Les arrangements de la mémoire : autobiographie d'un psychiatre dérangé, Paris, Odile Jacob, 2022. (Prix de l'Évolution psychiatrique)